# Latrobe
Latrobe és una població dels Estats Units a l'estat de Pennsilvània. Segons el cens del 2000 tenia 7.634 habitants.

## Demografia
Segons el cens del 2000, Latrobe tenia 8.994 habitants, 3.966 habitatges, i 2.458 famílies. La densitat de població era de 1.509,8 habitants/km².
Dels 3.966 habitatges en un 25% hi vivien nens de menys de 18 anys, en un 48,1% hi vivien parelles casades, en un 11% dones solteres, i en un 38% no eren unitats familiars. En el 34,1% dels habitatges hi vivien persones soles el 17,9% de les quals corresponia a persones de 65 anys o més que vivien soles. El nombre mitjà de persones vivint en cada habitatge era de 2,22 i el nombre mitjà de persones que vivien en cada família era de 2,86.
Per edats la població es repartia de la següent manera: un 21,2% tenia menys de 18 anys, un 6,7% entre 18 i 24, un 27,2% entre 25 i 44, un 23% de 45 a 60 i un 21,8% 65 anys o més.
L'edat mediana era de 42 anys. Per cada 100 dones de 18 o més anys hi havia 83,2 homes.
La renda mediana per habitatge era de 33.268 $ i la renda mediana per família de 42.168 $. Els homes tenien una renda mediana de 31.802 $ mentre que les dones 22.227 $. La renda per capita de la població era de 18.208 $. Entorn del 6,5% de les famílies i el 9,4% de la població estaven per davall del llindar de pobresa.

## Poblacions més properes
El següent diagrama mostra les poblacions més properes.